# Donner Party

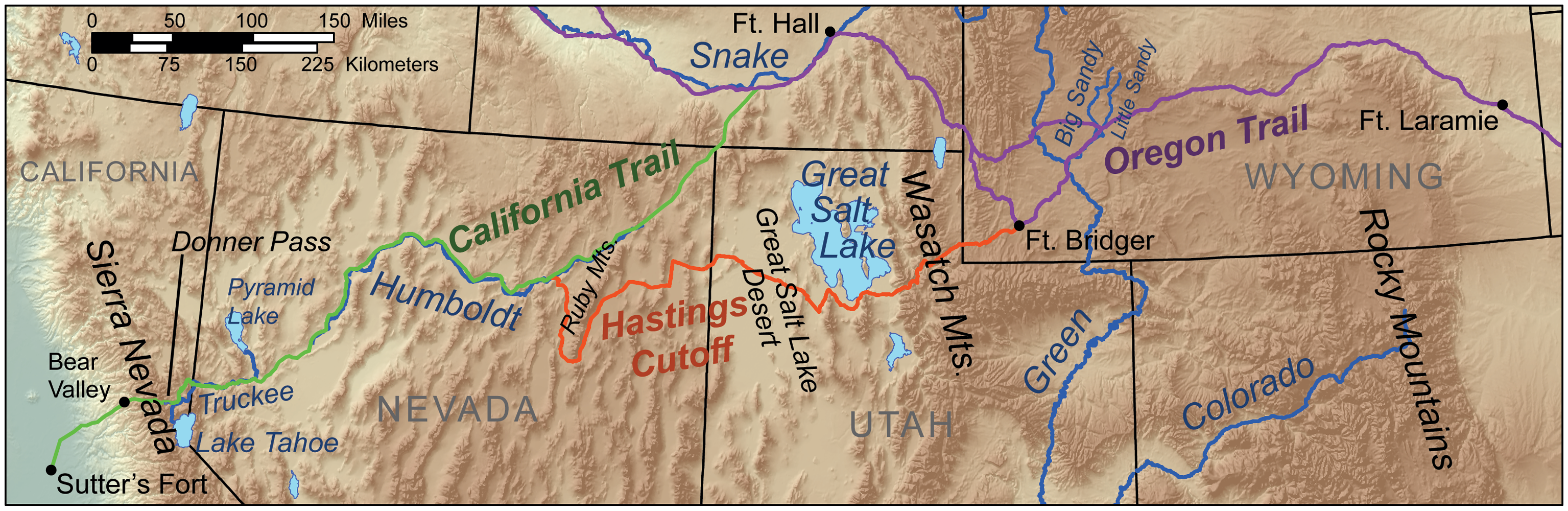
De route van de Donner Party in het westen van de Verenigde Staten

De Donner Party was een groep van 87 Amerikaanse pioniers die in 1846 met huifkarren vanuit Missouri westwaarts trokken en die in de winter van 1846-1847 door de sneeuw ingesloten raakten in de Sierra Nevada, in het oosten van Californië. Er vielen 39 doden. De Donner Party leed honger en is extra bekend geworden omdat men zich zou hebben overgegeven aan kannibalisme om te overleven. De Donner Party is opgenomen in de canon van Amerikaanse folklore door niet alleen de tragedie op zich, maar ook door het kannibalisme, een taboe-onderwerp, dat steeds tot de verbeelding heeft gesproken.
Het kamp waar de pioniers overwinterden, Donner Camp nabij de huidige stad Truckee, is sinds 1961 erkend als National Historic Landmark en maakt deel uit van het Donner Memorial State Park.